# Antanas Ivanauskas (Politiker, 1954)
Antanas Ivanauskas (* 22. Oktober 1954 in Zagriaužis, Rajongemeinde Jurbarkas; † 19. Januar 2013 in Visaginas) ist ein litauischer Politiker und Bürgermeister der Gemeinde Visaginas.

## Leben
Nach dem Abitur 1972 in Raudondvaris absolvierte er 1977 das Diplomstudium als Elektroingenieur am Kauno politechnikos institutas in Kaunas. Von 1982 bis 1989 arbeitete er im Trest „Energospecmontaž“ in Dūkštas als Filialmeister und stellvertretender Direktor. Von 1995 bis 1999 war er stellvertretender Bürgermeister und von 1999 bis 2000 Bürgermeister von Visaginas.
Ab 1990 war er Mitglied der Lietuvos demokratinė darbo partija, ab 2001 LSDP.